# Мапуту
Мапу́ту (порт. Maputo; до 1975 года назывался Лоренсу-Маркиш, порт. Lourenço Marques, в 1975—1976 годах Кам-Фумо порт. Cam Phumo) — столица и крупнейший город Мозамбика, расположен на юге страны. Крупный порт на берегу Индийского океана, экономическая жизнь сконцентрирована в районе гавани. Официально население составляет около 1,3 миллиона человек, но в реальности оно значительно превосходит указанное число из-за большого количества неучтённых жителей, проживающих в трущобах и иных нелегальных строениях.

## Этимология
Основан в 1760-х годах и первоначально назван по имени португальского купца Лоренсу-Маркиш. В 1976 году город переименован в Мапуту по одноимённому гидрониму.

## География
Мапуту расположен на восточном берегу залива Мапуту, в устье реки Темб. Река Мупуту впадает в южную часть залива. Пригород Катембе отделён от Мапуту висячим мостом.

### Климат
Мапуту находится на границе зоны тропического климата саванн и влажного субтропического климата. Климат довольно сухой, выпадает ок. 761 мм осадков в год. Сезон дождей короткий, продолжается с января по март. Самая низкая в истории температура воздуха, зарегистрированная в Мапуту, +7 °C. Обычно температура на протяжении всего года держится в районе +30 °C, в декабре-феврале несколько жарче.
| Показатель                    | Янв.  | Фев.  | Март  | Апр. | Май  | Июнь | Июль | Авг. | Сен. | Окт. | Нояб. | Дек. | Год   |
| ----------------------------- | ----- | ----- | ----- | ---- | ---- | ---- | ---- | ---- | ---- | ---- | ----- | ---- | ----- |
| Средний суточный максимум, °C | 29,9  | 29,6  | 29,3  | 27,8 | 26,4 | 24,6 | 24,4 | 25,3 | 26,1 | 26,5 | 27,4  | 29,1 | 27,2  |
| Средняя температура, °C       | 26,1  | 25,9  | 25,4  | 23,6 | 21,6 | 19,5 | 19,3 | 20,4 | 21,6 | 22,4 | 23,6  | 25,2 | 22,9  |
| Средний суточный минимум, °C  | 22,3  | 22,3  | 21,5  | 19,4 | 16,8 | 14,4 | 14,2 | 15,4 | 17,2 | 18,3 | 19,7  | 21,4 | 18,6  |
| Норма осадков, мм             | 171,1 | 130,5 | 105,6 | 56,5 | 31,9 | 17,6 | 19,6 | 15,0 | 44,4 | 54,7 | 81,7  | 85,0 | 813,6 |
| Источник:                     |       |       |       |      |      |      |      |      |      |      |       |      |       |

## История

### Португальское правление
Расположенный на северном берегу эстуария Эспириту-Санту, город Лоренсу-Маркиш был назван в честь португальского мореплавателя, в 1544 году отправленного губернатором португальских владений в Восточной Африке исследовать побережье. Лоуренсу Маркиш со своим компаньоном генералом Антониу Кальдейрой обследовали нижнее течение рек, впадающих в залив Делагоа, в том числе и Эспириту Санту. Группа фортов и торговых зданий, выстроенных португальцами на северном берегу реки, и получила название Лоренсу-Маркиш. В марте 1721 года в этих местах члены голландской экспедиции выстроили форт, который в следующем году был разрушен английскими пиратами. Голландцы вновь его отстроили, но по ряду причин окончательно покинули залив Делагоа в декабре 1750 года.
В 1752 году португальские владения в Восточной Африке были официально объявлены колонией Мозамбик. До этого управление находилось в руках вице-короля Португальской Индии в Гоа. Время основания ныне существующего города — около 1850 года, так как первоначальные постройки были разрушены местными племенами. Город развивался вокруг португальской крепости, основанной в 1781 году. К 1871 году город описывали как довольно бедное место с узкими улицами, довольно хорошими зданиями с плоскими крышами и ветшающим фортом с ржавеющими орудиями на 8-футовой стене. Возрастающее значение Трансвааля способствовало усилению португальского интереса к этому порту. В 1876 году португальское правительство отправило в город комиссию для изучения возможности осушения болотистой территории рядом с городом под дальнейшую посадку каучуконосных растений, а также для строительства госпиталя и церкви. С 1897 года Лоренсу-Маркиш стал столицей Португальской Восточной Африки, сменив островной город Мозамбик. Строительство железной дороги в Преторию, завершившееся в 1895 году, способствовало росту населения города. Инженеры, строившие железную дорогу, разбили цитрусовые сады, которые стали важной частью экономики района.

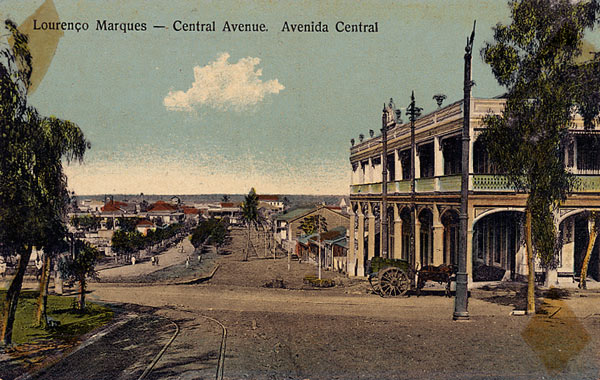
Вид города Лоренсу-Маркиш, ок. 1905

В 1903 году был построен глубоководный причал — первый подобный объект в Африке, после чего его возможности несколько раз увеличивали путём расширения. С начала 1900-х годов благодаря порту, оснащённому складами и кранами, позволявшими обслуживать большие суда, перемещая товары непосредственно в грузовые железнодорожные составы, Лоренсу-Маркиш под португальским правлением достиг статуса важного космополитичного города. Порт обслуживал британские, немецкие и португальские суда; большая часть товаров шла из Саутгемптона, Лиссабона и Гамбурга. Развитию порта способствовали географические особенности гавани: «Расположенная в стороне от обычного пути циклонических штормов, она защищена к тому же от юго-восточных ветров с Индийского океана полуостровом и островом Иньяка. При самом низком уровне воды входной канал имеет глубину больше восьми метров. Суда с глубокой осадкой входят в порт во время прилива». В условиях продолжающегося роста населения и развития экономики к 1940-м годам португальская администрация начала строительство в городе начальных и средних школ, учреждений профессионального образования. В 1962 году был открыт первый в Восточной Африке Университет Лоренсу-Маркиш. Португальская, китайская и арабская диаспоры — но не низкоквалифицированное африканское большинство — начали развивать промышленность и сферу услуг в городе. Вплоть до провозглашения независимости Мозамбика в 1975 году тысячи туристов из Южной Родезии и ЮАС посещали город, привлекаемые пляжами, высококлассными отелями, ресторанами, казино и борделями.
В 1962 году на территории соседней Танзании был создан Фронт Освобождения Мозамбика (ФРЕЛИМО), боровшийся за независимость от португальского владычества. Война за независимость Мозамбика продолжалась 10 лет и закончилась только в 1974 году, когда в Португалии Революцией гвоздик был свергнут авторитарный режим. Новое правительство Португалии предоставило независимость всем колониям.

### После обретения независимости

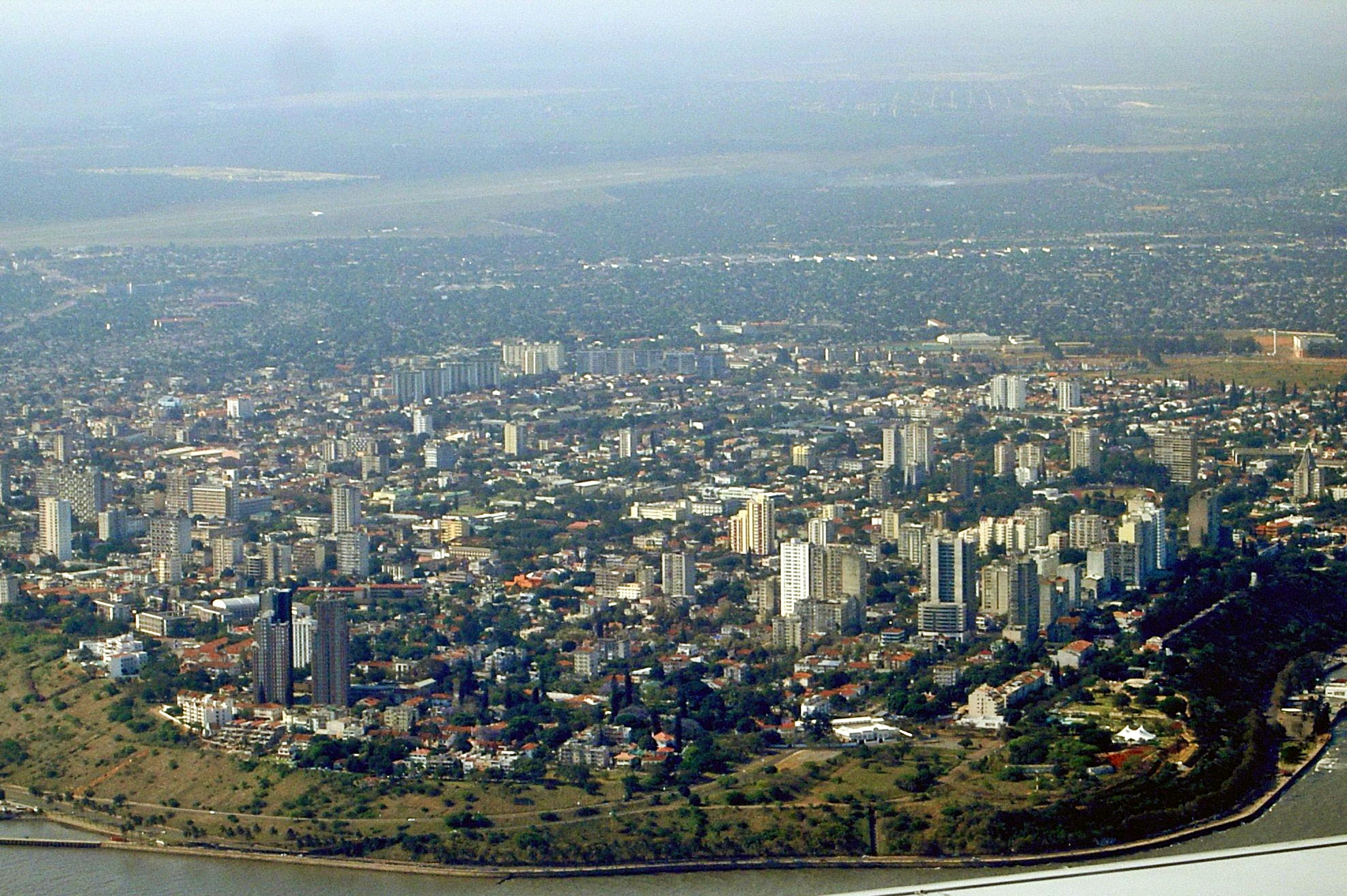
Мапуту с высоты птичьего полёта

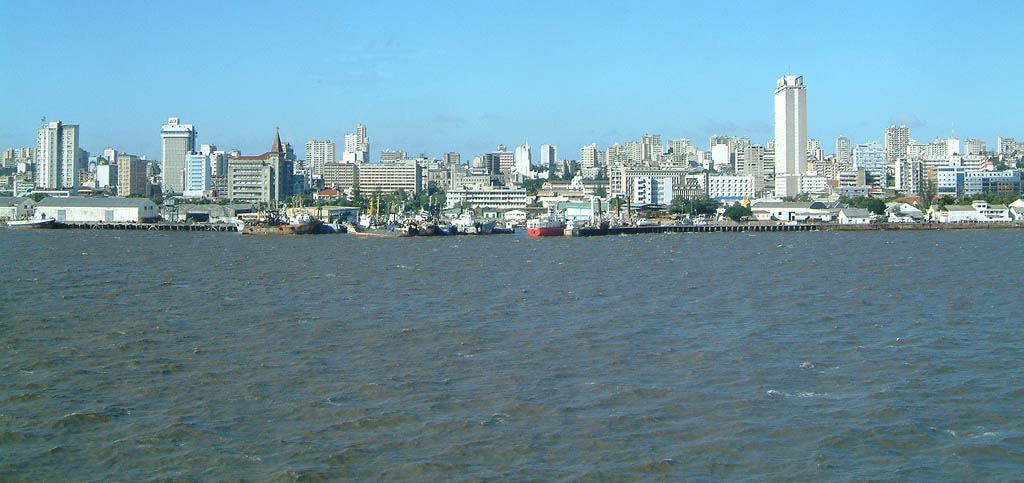
Мапуту — столица Мозамбика

25 июня 1975 года в соответствии с Лусакскими соглашениями была провозглашена Народная Республика Мозамбик.
Парад и грандиозный банкет завершили празднование независимости в столице, которой, как ожидалось, предстояло вскоре быть переименованной в Пумо (по имени вождя, владевшего этими землями до основания города). Столицу действительно вскоре (в феврале 1976 года) переименовали, но в Мапуту (топоним берёт начало от названия реки Мапуту, протекающей неподалёку). Памятники выдающимся португальцам были снесены, негритянские солдаты, вооружённые советским оружием, заняли место португальских военнослужащих, большая часть улиц, названных в честь португальцев или знаменательных дат португальской истории, также получили новые названия. После Революции гвоздик большая часть этнических португальцев покинула страну, оставив Мозамбик без грамотных управленческих кадров. После массового бегства обученного португальского персонала из страны некому стало поддерживать развитую инфраструктуру. В довершение всего авторитарное марксистское руководство провальным экономическим планированием ввергло страну с первых же дней независимости в глубокую рецессию. ФРЕЛИМО, ставший новой правящей партией, обратился к СССР и ГДР за экономической помощью. К началу 1980-х Мозамбик стал банкротом. Страна была охвачена начавшейся вскоре после обретения независимости гражданской войной между ФРЕЛИМО и оппозиционным ему РЕНАМО, продолжавшейся с 1976 по 1992 годы. Стабильность и экономический рост вернулись в 1990-х, но город, продолжая оставаться самым большим и развитым в Мозамбике, всё ещё не восстановил былых позиций. Перенаселённость, безработица, бедность и преступность — основные проблемы сегодняшнего Мапуту.

## Административное деление
Город Мапуту делится на 7 муниципалитетов:
| Административные единицы                               | Площадь, км² | Население, чел. (2007) |
| ------------------------------------------------------ | ------------ | ---------------------- |
| Муниципалитет KaMpfumo (antigo nº 1)                   | 12           | 107 530                |
| Муниципалитет Nlhamankulu (ou Chamanculo, antigo nº 2) | 8            | 155 385                |
| Муниципалитет KaMaxaquene (ou Maxaquene, antigo nº 3)  | 12           | 222 756                |
| Муниципалитет KaMavota (ou Mavota, antigo nº 4)        | 108          | 293 361                |
| Муниципалитет KaMubukwana (ou Mubukwane, antigo nº 5)  | 53           | 290 696                |
| Муниципалитет KaTembe (ou Catembe, antigo nº 6)        | 101          | 19 371                 |
| Муниципалитет KaNyaka (ou Inhaca, antigo nº 7)         | 52           | 5216                   |

## Экономика
Основными экспортными товарами являются уголь, хлопок, сахар, хромиты, сизаль, копра и древесина. В городе производятся цемент, мебель, обувь, керамическая посуда и каучук.

## Транспорт

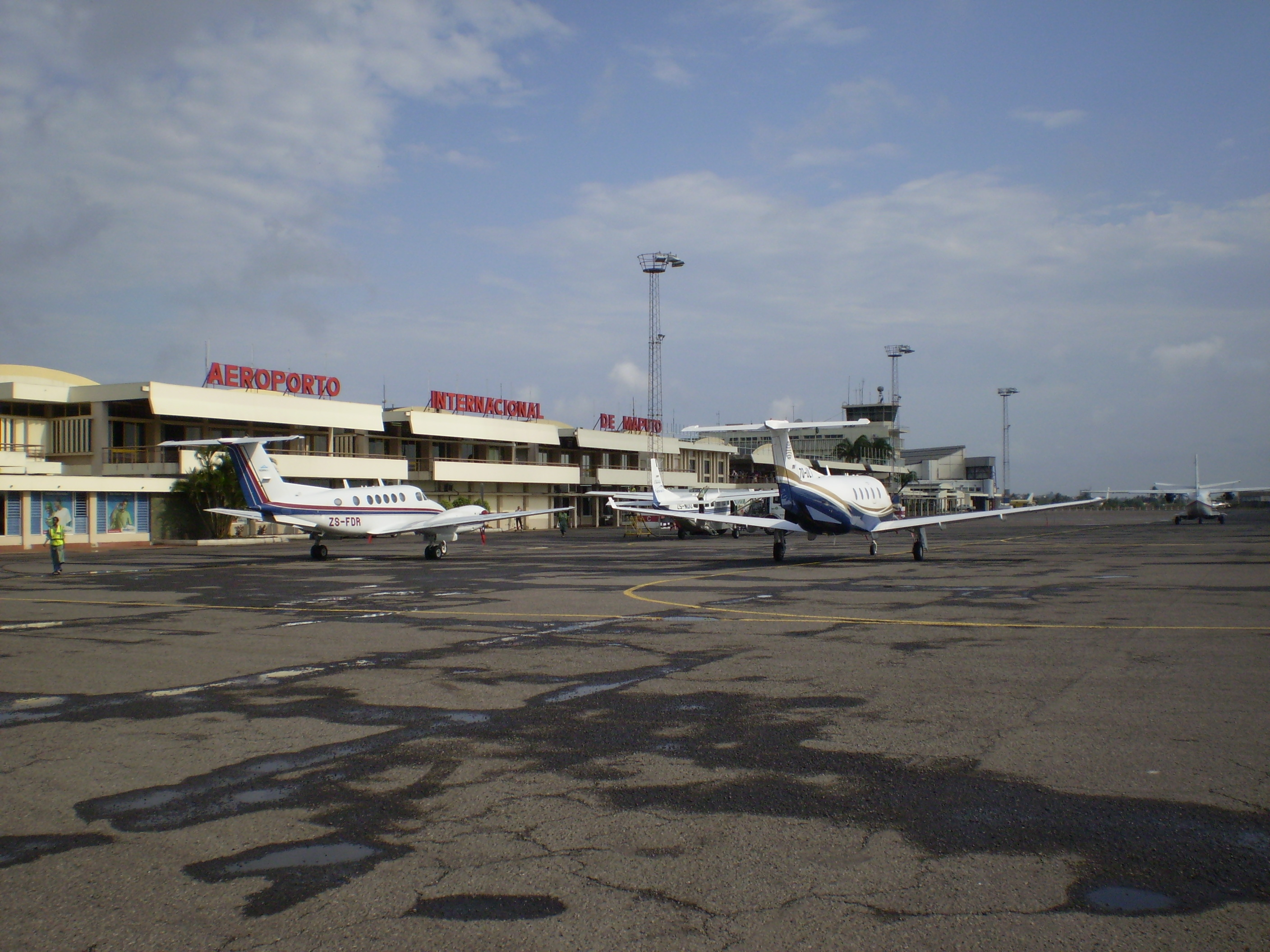
Международный аэропорт Мапуту

Международный аэропорт Мапуту — главный международный аэропорт Мозамбика. Общественный транспорт города представлен в основном микроавтобусами-чапас, которые перевозят большую часть горожан. Также существует государственная автобусная компания, парк которой в настоящее время[когда?] составляет около 35 автобусов. Микроавтобусы в основном импортируются из Японии (Toyota Hiace). В городе также расположено несколько вокзалов, включая центральный.

## Инфраструктура
В Мапуту находится старейший университет Мозамбика Университет имени Эдуардо Мондлане, а также Педагогический Университет. В городе располагаются музей истории Мозамбика, естественнонаучный музей, музей денег, военный музей, а также — католические соборы Девы Марии Фатимской и Непорочного Зачатия Девы Марии.
Планировка Мапуту представляет собой типичный образец городской застройки 1970-х годов: прямоугольные кварталы и широкие улицы. Несмотря на длительную гражданскую войну, город практически не пострадал. Новое строительство сдерживается отсутствием средств.
Современные здания строятся на деньги нарождающегося среднего класса, в то время как общественные здания зачастую не ремонтируются. Пляж Мапуту загрязнён портовыми отходами и поэтому не используется для отдыха горожанами.

## Культура
Мапуту находится на перекрёстке различных культур — культуры банту с сильным влиянием португальской культуры, а также проявлений индийской и китайской культур. Кухня здесь достаточно разнообразна, особенно выделяются арабская и португальская, в изобилии присутствуют дары моря.
Важнейшим культурным и художественным центром Мапуту является Associação Núcleo de Arte. Это старейшая культурная организация страны. Располагаясь в старинной вилле в центре Мапуту, Núcleo десятилетиями играл ключевую роль в жизни страны. Около сотни художников и скульпторов являются членами Núcleo, который регулярно устраивает в своих стенах выставки их работ и в последнее время начал активно участвовать в культурном обмене с соседними странами. Núcleo, ставший известным благодаря проекту превращения оружия в предметы искусства, сыграл большую роль в послевоенном восстановлении Мозамбика.
С 2006 года в Мапуту проводится Международный фестиваль документального кино ДОКАНЕМА (DOCKANEMA).
В центре города находится парк Тундуру, спроектированный в 1885 году британским ландшафтным дизайнером Томасом Хани (Thomas Honney).
Мапуту — центр одноимённой католической митрополии.